# 汐見和由
汐見 和由（しおみ かずよし、11月16日 - ）は、日本の男性声優。東京都出身。PACage所属。

## 人物
特技はスキー。趣味は読書、自転車。
2025年3月31日、オフィスPACが法人解散するにあたり、所属メンバーで設立したPACageに移籍した。

## 出演

### テレビアニメ
- ルパン三世 PART5（2018年、OS[初出 1]）
- ガールズバンドクライ（2024年、観客[初出 2]）
- LAZARUS ラザロ（2025年、工作員[初出 3]）

### 吹き替え

#### 映画
- アンカット・ダイヤモンド
- レオン ※テレビ朝日版

#### ドラマ
- クリミナル・マインド FBI行動分析課
- The Ranch ザ・ランチ
- SCORPION/スコーピオン シーズン3
- THIS IS US 36歳、これから
- フリンチ: 怯んだら負け!（クレイグ）
- マインドハンター（マーク）
- Major Crimes 〜重大犯罪課 シーズン5
- リバーデイル（ムース）

#### アニメ
- フェリシーと夢のトウシューズ

### ボイスオーバー
- ディズニー・アニマルキングダムの魔法（現場監督マイク）

### 舞台
- しゅーりん
- 17才のオルゴール（光）
- 誰が為に陽ハ昇ル
- 夏の砂の上（立山）
- プロキュストの寝台（善衛門）

### 初出話一覧
1. ↑  第24話初出
2. ↑  第13話初出
3. ↑  第8話初出